# Сетимо Сан Пиетро
Сѐтимо Сан Пиѐтро (на италиански: Settimo San Pietro; на сардински: Settimu, Сетиму) е градче и община в Южна Италия, провинция Каляри, автономен регион и остров Сардиния. Разположено е на 70 m надморска височина. Населението на общината е 6564 души (към 2010 г.).